# Robert Merkulov
Robert Viktorovič Merkulov (rusky Роберт Викторович Меркулов; 9. srpna 1931 Moskva, Ruská SFSR – 6. listopadu 2022) byl sovětský rychlobruslař.
Na Mistrovství světa debutoval v roce 1954 osmým místem. Zúčastnil se Zimních olympijských her 1956, kde ve svém jediném startu v závodě na 1500 m skončil pátý. V následujících týdnech vybojoval stříbrnou medaili na světovém šampionátu a dobruslil si pro čtvrté místo na Mistrovství Evropy. Další cenné kovy získal na přelomu desetiletí: nejprve si přivezl bronzovou medaili z MS 1959 a následně dosáhl svého největšího úspěchu, když vyhrál ME 1962. Sportovní kariéru ukončil po sezóně 1962/1963. Mezi lety 2001 a 2007 absolvoval několik veteránských závodů.
Zemřel 6. listopadu 2022 ve věku 91 let.